# Erica Musso
Erica Musso, née le 29 juillet 1994 à Savillan, est une nageuse italienne, spécialiste de nage libre. 
En 2015, elle remporte avec ses coéquipières Alice Mizzau, Chiara Masini Luccetti et Federica Pellegrini la médaille d'argent du relais 4 × 200 m lors des championnats du monde de natation à Kazan. 
Son club sportif est le Fiamme Oro (à Savone) et son entraîneur est Maurizio Divano.